# Damien Bonnard
Damien Bonnard (Alès, 22 luglio 1978) è un attore francese.

## Biografia
Bonnard è nato ad Alès, ma ha trascorso la sua infanzia in Borgogna. A 16 anni lascia la scuola per iniziare a lavorare, trovando impiego come operaio edile e pizzaiolo. Ha studiato recitazione alla School of Fine Arts di Nîmes, dove si è formato per quattro anni. Dopo aver vissuto in vari luoghi tra cui il Belgio, il Canada e l'Algeria, torna a Parigi, dove ha iniziato a lavorare come fattorino per una società di produzione cinematografica.
Debutta nel 2010 con un ruolo nel film Uomini senza legge di Rachid Bouchareb, successivamente ha intrapreso una lunga gavetta partecipando a vari cortometraggi e ottenendo piccoli ruoli cinematografici. La sua carriera prende una svolta decisiva nel 2016 grazie a Rester vertical di Alain Guiraudie, per cui ottiene una candidatura come migliore promessa maschile ai premi César 2017. Questo ruolo lo rivela al grande pubblico e gli consente di ricevere ruoli più importanti. 
Ottiene la parte di un soldato francese in Dunkirk di Christopher Nolan. Viene diretto da Roman Polański in Quello che non so di lei e ottiene una candidatura come migliore attore non protagonista per Pallottole in libertà di Pierre Salvadori.

## Filmografia

### Cinema
- Uomini senza legge (Hors-la-loi), regia di Rachid Bouchareb (2010)
- Le Bruit des glaçons, regia di Bertrand Blier (2010)
- Low Cost, regia di Maurice Barthélémy (2010)
- Augustine, regia di Alice Winocour (2012)
- Un piano perfetto (Un plan parfait), regia di Pascal Chaumeil (2012)
- La Pièce manquante, regia di Nicolas Birkenstock (2013)
- Mercuriales, regia di Virgil Vernier (2014)
- La resistenza dell'aria (La Résistance de l'air), regia di Fred Grivois (2015)
- L'Astragale, regia di Brigitte Sy (2015)
- Rester vertical, regia di Alain Guiraudie (2016)
- Vendeur, regia di Sylvain Desclous (2016)
- Voir du pays, regia di Delphine e Muriel Coulin (2016)
- Dunkirk, regia di Christopher Nolan (2017)
- Thirst Street, regia di Nathan Silver (2017)
- Quello che non so di lei (D'après une histoire vraie), regia di Roman Polański (2017)
- Pallottole in libertà (En liberté!), regia di Pierre Salvadori (2018)
- 9 Doigts, regia di F. J. Ossang (2018)
- Sauver ou périr, regia di Frédéric Tellier (2018)
- Wolf Call - Minaccia in alto mare (Le Chant du loup), regia di Antonin Baudry (2019)
- Bianca come la neve (Blanche comme neige), regia di Anne Fontaine (2019)
- Curiosa, regia di Lou Jeunet (2019)
- I miserabili (Les Misérables), regia di Ladj Ly (2019)
- Only the Animals - Storie di spiriti amanti (Seules les bêtes), regia di Dominik Moll (2019)
- L'ufficiale e la spia (J'accuse), regia di Roman Polański (2019)
- Les Intranquilles, regia di Joachim Lafosse (2021)
- Povere creature! (Poor Things), regia di Yorgos Lanthimos (2023)
- Un silence, regia di Joachim Lafosse (2023)
- Hebi no michi, regia di Kiyoshi Kurosawa (2024)
- Tre amiche (Trois Amies), regia di Emmanuel Mouret (2024)

### Televisione
- Trafics – serie TV, 3 episodi (2012)
- Nicolas Le Floch – serie TV, 1 episodio (2013)
- La Famille Katz – serie TV, 1 episodio (2013)
- Delitto a... (Meurtres à...) – serie TV, 1 episodio (2014)
- Paris – serie TV, 2 episodi (2014)
- Loin de chez nous – serie TV, 10 episodi (2016)

## Doppiatori italiani
Nelle versioni in italiano delle opere in cui ha recitato, Damien Bonnard è stato doppiato da:
- Edoardo Stoppacciaro ne I miserabili, Only the Animals - Storie di spiriti amanti, L'ufficiale e la spia
- Neri Marcorè in Pallottole in libertà
- Fabrizio Picconi in Povere creature!

## Riconoscimenti
- 2017 – Premio César
  - Candidatura per la migliore promessa maschile per Rester vertical
- 2017 – Premio Lumière
  - Migliore promessa maschile per Rester vertical
- 2019 – Premio César
  - Candidatura per il migliore attore non protagonista per Pallottole in libertà
- 2020 – Premio César
  - Candidatura per il miglior attore per I miserabili